# Лафитоль
Лафито́ль (фр. Lafitole, окс. La Fitòla) — коммуна во Франции, находится в регионе Юг — Пиренеи. Департамент — Верхние Пиренеи. Входит в состав кантона Мобургет. Округ коммуны — Тарб.
Код INSEE коммуны — 65243.

## География

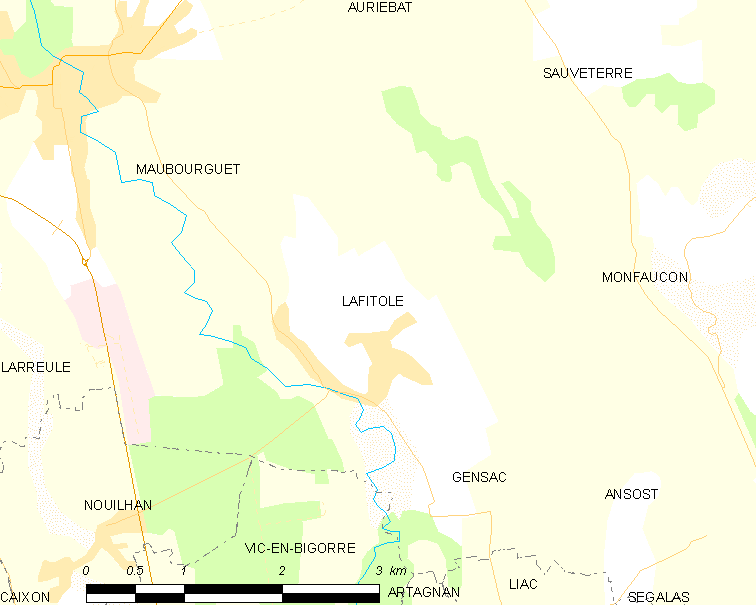
Карта коммуны

Коммуна расположена приблизительно в 630 км к югу от Парижа, в 115 км западнее Тулузы, в 25 км к северу от Тарба.
Коммуна расположена на местности Бигорр. На западе коммуны протекает река Адур.

## Климат
Климат умеренно-океанический с солнечной тёплой погодой и обильными осадками на протяжении практически всего года.

## Население
Население коммуны на 2010 год составляло 485 человек.
| 1962 | 1968 | 1975 | 1982 | 1990 | 1999 | 2010 |
| ---- | ---- | ---- | ---- | ---- | ---- | ---- |
| 420  | 387  | 385  | 408  | 361  | 377  | 485  |

## Администрация
| Период | Период | Фамилия            | Партия | Примечания |
| ------ | ------ | ------------------ | ------ | ---------- |
| 2001   | 2020   | Кристиан Дюбертран |        |            |

## Экономика
В 2010 году среди 304 человек трудоспособного возраста (15-64 лет) 220 были экономически активными, 84 — неактивными (показатель активности — 72,4 %, в 1999 году было 68,5 %). Из 220 активных жителей работали 192 человека (106 мужчин и 86 женщин), безработных было 28 (12 мужчин и 16 женщин). Среди 84 неактивных 21 человек были учениками или студентами, 32 — пенсионерами, 31 были неактивными по другим причинам.